# FIA Mistrovství Formule 2 (2009–2012)

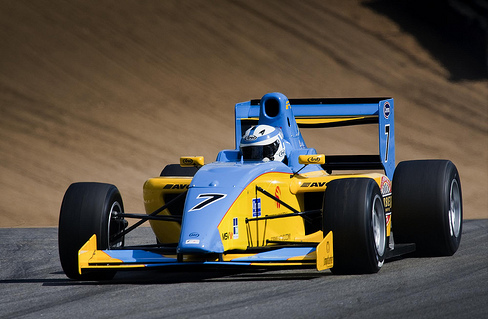
Henry Surtees v sezóně 2009

FIA Mistrovství Formule 2, oficiálně FIA Formula Two Championship byla závodní série vozů Formule 2, které měly jednotný design. Mistrovství se konalo pravidelně od roku 2009 do roku 2012. Jednalo se o oživení bývalého Mistrovství Evropy Formule 2, které se dříve konalo v letech 1967 až 1984. Organizátorem byla společnost MotorSport Vision. Konalo se více než 16 závodů na osmi různých místech, ve stejných autech postavených týmem Williams, s motory vyvinutými společností Mountune Racing a dodávanými společností Audi.
Formule 2 byla oživena kvůli obavám Mezinárodní automobilové federace, že náklady na soutěžení v automobilových závodech, které jezdce připraví na Mistrovství světa vozů Formule 1, se staly nedostupnými pro mnoho jezdců a kategorie byla znovu zavedena jako levnější alternativa. Výběrové řízení Mezinárodní automobilové federace na provozování šampionátu vyhrála britská společnost MotorSport Vision, kterou vlastní bývalý jezdec Formule 1 Jonathan Palmer.
Ve srovnání s konkurenčními seriály, jako byly GP2 Series a Formule Renault 3.5 byly náklady na účast ve Formuli 2 o dost nižší, jelikož tato série umožňovala jezdcům prokázat své dovednosti ve stejných vozech navržených šestičlenným týmem mechaniků stáje Williams vedených inženýrem Patrickem Headem. Vozy byly sestavovány a připravovány mezi jednotlivými závody na autodromu v Bedfordshire.
Šasi bylo vyrobeno z uhlíkových vláken. Vozy byly navrženy tak, aby vyhovovaly bezpečnostním předpisům Mezinárodní automobilové federace z roku 2005. Ochrana hlavy odpovídala nejnovějším standardům roku 2009.
V prosinci roku 2012 společnost MotorSport Vision oznámila, že se od roku 2013 závodní série konat nebude.

## Bodový systém

### Sezóna 2009
V sezóně 2009 bodovalo prvních 8 jezdců v cíli. 
| Pozice | 1. | 2. | 3. | 4. | 5. | 6. | 7. | 8. |
| ------ | -- | -- | -- | -- | -- | -- | -- | -- |
| Body   | 10 | 8  | 6  | 5  | 4  | 3  | 2  | 1  |

### Od sezóny 2010
Od sezóny 2010 přijala Formule 2 stejnou změnu bodovacího systému jako Formule 1, přičemž body byly udělovány prvním deseti jezdcům v cíli.
| Pozice | 1. | 2. | 3. | 4. | 5. | 6. | 7. | 8. | 9. | 10. |
| ------ | -- | -- | -- | -- | -- | -- | -- | -- | -- | --- |
| Body   | 25 | 18 | 15 | 12 | 10 | 8  | 6  | 4  | 2  | 1   |

## Šampioni
| Sezóna | Jezdec           | Pole position | Výhry | Pódia | Nejrychlejší kola | Body  | Bodový náskok |
| ------ | ---------------- | ------------- | ----- | ----- | ----------------- | ----- | ------------- |
| 2009   | Andy Soucek      | 2             | 7     | 11    | 3                 | 115   | 51            |
| 2010   | Dean Stoneman    | 6             | 6     | 11    | 6                 | 284   | 42            |
| 2011   | Mirko Bortolotti | 7             | 7     | 14    | 7                 | 298   | 109           |
| 2012   | Luciano Bacheta  | 3             | 5     | 10    | 5                 | 231,5 | 21,5          |